# Onychomys torridus
El ratón saltamontes del sur' o ratón escorpión (Onychomys torridus) es una especie de roedor miomorfo depredador de la familia Cricetidae. Como el resto de especies del género Onychomys, destaca por ser un roedor depredador.

## Distribución geográfica
Se encuentra en México, y en Arizona, California, Nevada, Nuevo México y Utah en los Estados Unidos.
==Descripción== El ratón saltamontes del sur es una especie robusta, pequeña y nocturna que generalmente forma parejas monógamas.
En las regiones áridas donde habita el ratón saltamontes del sur, el escorpión de corteza de Arizona es abundante y la mayoría de los depredadores lo evitan debido a su dolorosa picadura. El ratón saltamontes puede alimentarse de este escorpión con impunidad, incluso si este lo pica repetidamente en la cara. Los investigadores han descubierto que un mecanismo neuronal bloquea el envío de mensajes de dolor al cerebro. Este ratón normalmente puede sentir dolor de otras fuentes, pero puede volverse temporalmente insensible a estos estímulos tras una dosis de veneno de un escorpión de corteza.
Las hembras pueden tener varias camadas al año, pero su vida reproductiva no suele extenderse hasta el segundo año. El tamaño promedio de la camada es de 2,6 crías (rango de 1 a 5), tras un período de gestación promedio de 29 días. Las crías nacen desnudas, con la piel rosada y translúcida. Un día después, el pigmento se desarrolla en la superficie dorsal y, para el décimo día, ya presentan pelos de 3 mm de largo en el lomo. Los ojos se abren al día 15 y el alimento sólido se consume al día 19. Las hembras dan a luz a su primera camada a los cuatro o cinco meses de edad.

## Ecología
Los ratones saltamontes del sur son únicos entre otros roedores norteamericanos de la familia Cricetidae, ya que su dieta consiste principalmente en artrópodos. Suelen encontrarse en zonas con menor densidad de población. Diversos estudios han demostrado que las características reproductivas de esta especie les permiten mantenerse de forma natural en densidades de población más bajas. Las hembras tienden a ser sexualmente activas solo durante una temporada reproductiva, debido a su rápido envejecimiento reproductivo tras el primer año. Además, las pausas únicas de los machos en su actividad testicular durante la temporada reproductiva también podrían contribuir a la menor densidad de población en la que viven. En promedio, los machos tienen un área de madriguera de 3.2 hectáreas, mientras que las hembras ocupan un área de 2.5 hectáreas. Tienden a mantener un lugar de residencia específico durante un período más largo en comparación con otros mamíferos. Las áreas de madriguera de los ratones saltamontes del sur no están muy alejadas entre sí, con una distancia máxima promedio de 118.4 ± 8.0 metros. Sin embargo, los machos adultos tienden a ser muy territoriales y su eficiente espaciamiento se ve facilitado por las vocalizaciones que emiten por la noche.
En un estudio realizado por Denise H. Frank y Edward J. Heske, se observó el área de madriguera de los ratones saltamontes del sur en el desierto de Chihuahua.<ref name=":3">Frank, D. H., y Heske, E. J. (1992). Cambio estacional